# Центрально-Азиатское сотрудничество (организация)
Центрально-Азиатское сотрудничество (ЦАС) (англ. The Organization of Central Asian Cooperation (OCAC)) — международная организация ряда бывших республик СССР, существовавшая под данным названием в 2002—2005 годах. Ликвидирована в связи с объединением с Евразийским экономическим сообществом.

## История

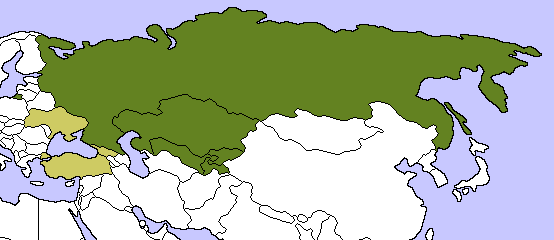
Страны ЦАС.
Страны-участники
Страны-наблюдатели.

30 апреля 1994 года Казахстан, Кыргызстан и Узбекистан подписали Договор о создании Единого экономического пространства, что заложило основу Центральноазиатского союза. В марте 1998 года к организации присоединился Таджикистан, и ЦАС с июль 1998 года был преобразован в Центральноазиатское экономическое сообщество (ЦАЭС).
В июне 2000 года в Душанбе было принято предложение президента Казахстана Нурсултана Назарбаева о необходимости завершения работ по подписанию соглашения о создании Международного водно-энергетического консорциума для рационального совместного использования водных ресурсов трансграничных рек.
Договор об учреждении Организации «Центрально-Азиатское сотрудничество» (ЦАС) подписан 28 февраля 2002 года в Алматы. Участниками договора стали четыре из пяти центрально-азиатских государств — бывших союзных республик (кроме Туркменистана): Республика Казахстан, Кыргызская Республика, Республика Таджикистан и Республика Узбекистан. ЦАС образовано путём преобразования Центрально-Азиатского Экономического Сообщества (ЦАЭС). Заявленные цели — взаимодействие в политической, экономической, научно-технической, природоохранной, культурно-гуманитарной сферах, оказание взаимной поддержки в вопросах предотвращения угрозы независимости и суверенитету, территориальной целостности государств-членов ЦАС, проведение согласованной политики в области пограничного и таможенного контроля, осуществление согласованных усилий в поэтапном формировании единого экономического пространства.
5-6 октября состоялась встреча глав государств-членов ЦАС и Международного Фонда спасения Арала в Душанбе. Президенты обсудили проблемы Аральского моря и приняли Душанбинскую декларацию, в которой предусматривался комплекс мер, направленных на решение социально-экономических, экологических и других проблем, связанных со снижением уровня Аральского моря.
27 декабря 2002 года прошёл саммит глав государств-членов ЦАС в Астане, на котором обсуждались вопросы региональной безопасности и экономической интеграции, а также вопросы взаимодействия стран-участниц ЦАС в рамках международных организаций. В качестве наблюдателей на встрече присутствовали представители России, Украины и Турции.
5 июля 2003 года состоялась встреча глав государств-членов ЦАС в Алматы. Обсуждение проходило по реализации региональных проектов по использованию водно-энергетических ресурсов, реализации коммуникационных проектов, продовольственному обеспечению стран региона, усилению борьбы с терроризмом, экстремизмом и незаконным оборотом наркотиков.
28-29 мая 2004 года в Астане состоялось заседание Совета глав государств-членов ЦАС. На заседании было единогласно принято решение о присоединении России к Договору об учреждении Организации «Центрально-Азиатское сотрудничество».
18 октября 2004 года в Душанбе на саммите ЦАС Владимир Путин подписал протокол о присоединении России к ЦАС. На заседании была подтверждена безусловно главенствующая роль, которая будет принадлежать России как инвестиционному донору и посреднику в разрешении конфликтных ситуаций. Россию пригласили в ЦАС по инициативе президента Узбекистана Ислама Каримова. Президент Казахстана Нурсултан Назарбаев выступил на саммите с предложением формирования Центральноазиатского общего рынка
6 октября 2005 года в Санкт-Петербурге на саммите ЦАС было принято решение объединить ЦАС с Евразийским экономическим сообществом (ЕврАзЭС). Инициаторами данного воссоединения были президенты Казахстана и Узбекистана. Президент Казахстана Нурсултан Назарбаев отметил, что это решение значительно снизит дублирующие функции, сократит финансовые затраты и отвечает интересам всех стран. Президент России Владимир Путин добавил, что президенты согласовали это решение с ещё одни участником ЕврАзЭС — Беларусью.